# Мануэл-Рибас
Мануэл-Рибас (порт. Manoel Ribas) — муниципалитет в Бразилии, входит в штат Парана. Составная часть мезорегиона Северо-центральная часть штата Парана. Входит в экономико-статистический  микрорегион Ивайпоран. Население составляет 13 742 человека на 2006 год. Занимает площадь 571,338 км². Плотность населения — 24,1 чел./км².

## История
Город основан в 1955 году.

## Статистика
- Валовой внутренний продукт на 2003 год составляет 108 814 070,00 реалов (данные: Бразильский институт географии и статистики).
- Валовой внутренний продукт на душу населения на 2003 год составляет 8101,11 реалов (данные: Бразильский институт географии и статистики).
- Индекс развития человеческого потенциала на 2000 год составляет 0,729 (данные: Программа развития ООН).

## География
Климат местности: субтропический. В соответствии с классификацией Кёппена, климат относится к категории Cfa.